# Javier Chocobar
Javier Chocobar (geboren 1941 in Argentinien, ermordet am 12. Oktober 2009 in Trancas in der argentinischen Provinz Tucumán) war ein argentinischer Menschenrechtler und Kazike (Häuptling) des Indianervolks der Diaguita in der Siedlung Chuschagasta in Trancas. Er fiel einem Mord im Zusammenhang mit Grundstücksstreitigkeiten zum Opfer; die drei Täter Darío Amín, Eduardo Valdivieso und Humberto Gómez wurden 2018 zu langjährigen Haftstrafen verurteilt.

## Hintergründe
Chocobar lebte mit seiner Familie in der Siedlung Chuschagasta bei Trancas. Er setzte sich für die Rückgabe des im Verlauf der Eroberung großer Teile Südamerikas durch die spanischen Konquistadoren enteigneten indigenen Landbesitzes ein. 2009 beanspruchte der Großgrundbesitzer Darío Amín den Grundbesitz in Chuschagasta, konnte seinen vermeintlichen Anspruch aber nicht durchsetzen, da der Boden der Siedlung gemäß der Verfassung Argentiniens den Diaguita zusteht. Auch das 2006 vom argentinischen Parlament beschlossene Gesetz Ley de Emergencia N° 26.160 über das Gemeindeeigentum bestätigt den Grundbesitz des Stammes.

## Der Mord
Am 12. Oktober 2009, dem jährlichen nationalen Gedenktag für die Opfer der Kolonialherrschaft, wurden Amín und die beiden ehemaligen Polizisten Luis Humberto Gómez und Eduardo José Valdivieso in Chuschagasta vorstellig, um Chocobar zur Aufgabe seines Grundstücks zu überreden, was dieser jedoch ablehnte. Der Streit eskalierte und Amín, Valdivieso und Gómez eröffneten das Feuer auf die anwesenden Diaguita. Chocobar wurde getötet; die Stammesmitglieder Delfín Cata sowie Andrés und Emilio Mamaní wurden schwer verletzt.

## Strafverfahren

### Ermittlungsverfahren
Einem anwesenden Stammesmitglied war es gelungen, den Mord in einer Videodatei festzuhalten und die Kamera zu bergen. Am 4. Mai 2010 wurde das Video auf YouTube veröffentlicht, die Aufzeichnung ging als Beweismittel an die zuständige Staatsanwaltschaft in der Provinzhauptstadt San Miguel de Tucumán. Nur Valdivieso sagte bei Staatsanwalt Arnoldo Suasnábar aus. Valdivieso und Amín wurden in einer Privatklinik behandelt, da sie während der Schießerei selbst verletzt worden waren.
Amín, Gómez und Valdivieso wurden daraufhin des gemeinschaftlichen Mordes, versuchten Mordes und unerlaubten Waffenbesitzes beschuldigt. Der zuständige Ermittlungsrichter sah von der Verhängung der Untersuchungshaft ab und ließ die Beschuldigten frei, was – wie auch die lange Dauer des Ermittlungsverfahrens – in der argentinischen Öffentlichkeit scharf kritisiert wurde. In diesem Zusammenhang wiesen Kritiker darauf hin, dass es sich beim Chef der Provinzpolizei um einen Schwager des Beschuldigten Gómez handelte.
Am 6. Oktober 2014 übernahm die 4. Kammer des Strafgerichts Tucumán den Fall. Die zuständigen Richterinnen sind Wendy Adela Kassar, María Alejandra Balcázar und María del Pilar Prieto. Das Hauptverfahren sollte im April 2015 beginnen, was aber zumindest bis Mai 2016 nicht geschah. Im Mai 2016 wurden mit Emilio Paez de la Torre und Néstor Rafael Macoritto zwei weitere Richter für das Verfahren nominiert. Am 4. Juli 2016 demonstrierten Angehörige von Indianerstämmen in der Provinzhauptstadt San Miguel de Tucumán, darunter der Sohn des Häuptlings Auodolio Chocobar, für eine baldige Eröffnung des Hauptverfahrens.
Die Opferanwältin Belén Leguizamón Salvatierra erklärte im Oktober 2016 öffentlich, verspätete Gerechtigkeit sei keine Gerechtigkeit, woraufhin sie vom zuständigen Gericht auf Antrag der Staatsanwältin Marta Jérez gezwungen wurde, ihre „Äußerungen zu erklären“. Diese nützten den ihren Mandanten nicht und zeigten einen Mangel an Loyalität und Eignung. Die Staatsanwaltschaft hatte dem Gericht keinerlei Beweismaterial hierzu vorgelegt. Letztere wurden daraufhin von Paola García Ley, Leiterin von Amnesty International in Argentinien, wegen Einschränkung der Berufs- und Meinungsfreiheit kritisiert.
Nach einem Ende November 2017 in der Provinz Chubut veröffentlichten Verzeichnis wurden seit Chocobars Tod in Argentinien 19 weitere Ureinwohner oder deren Unterstützer getötet, mindestens zehn von ihnen durch Beamte verschiedener Behörden.

### Beschwerdeverfahren bei den Vereinten Nationen
Unter anderem wegen der anhaltenden Verzögerung des Verfahrensbeginns brachten argentinische Menschenrechtler und christliche Organisationen im November 2016 eine Beschwerde beim Komitee der Vereinten Nationen für die Beseitigung jeder Form von Rassendiskriminierung vor. Argentinien gehört zu den Vertragsstaaten des Übereinkommens und ist Mitglied der Vereinten Nationen.

### Hauptverfahren
Im Jahr 2018 wurde das strafrechtliche Hauptverfahren gegen Amín, Gómez und Valdivieso formal eröffnet. Zugleich wurde der Rechtsanspruch der Chuschagasta-Gemeinschaft auf das Gebiet, von dem sie 2009 durch die Angeklagten vertrieben werden sollte, von der Bundeskassationskammer zivilrechtlich bestätigt. Ein Richter aus der Provinz Tucumán, der die Beschwerden der rechtmäßigen Grundbesitzer ignoriert hatte, wurde aus seiner Kammer ausgeschlossen, die versuchte Vertreibung für unrechtmäßig und strafbar erklärt.

## Die Täter
Alle drei Angeklagten waren bereits vor dem Mord an Chocobar polizeibekannt; außer Amín waren sie rechtskräftig vorbestraft. Am 13. November 2018 wurden sie zu langjährigen Freiheitsstrafen verurteilt.

### Darío Amín
Amín ist ein Großgrundbesitzer in der argentinischen Provinz Tucumán und liegt seit den 2000er Jahren mit Chocobars Familie im Streit. Zum Zeitpunkt des Mordes war bereits ein Strafverfahren gegen Amín wegen unerlaubter Landbesetzung zu Lasten des Diaguita-Stammes anhängig. Ferner wird er beschuldigt, Morddrohungen gegen Einwohner Chuschagastas ausgesprochen zu haben. Er wurde zu 22 Jahren Haft wegen vollendeten und versuchten Mordes mit Schusswaffengebrauch verurteilt.

### Eduardo José Valdivieso
Valdivieso, der zum Zeitpunkt der Verurteilung den Namen Eduardo Valdivieso Sassi trug, ist wegen unerlaubter Bereicherung, Betrugs, Bedrohung und schwerer Körperverletzung vorbestraft. Während der argentinischen Militärdiktatur gehörte er zur Einsatzgruppe Comando Átila unter dem Kommissar Mario Ferreyra, der sich am 21. November 2008 durch Suizid der Verhaftung entzogen hatte. Dem Comando Átila werden mehrere Morde an Gefangenen während der Militärdiktatur vorgeworfen. Valdivieso Sassi erhielt eine zehnjährige Haftstrafe wegen Beihilfe zum Mord mit Schusswaffenbesitz.

### Luis Humberto Gómez
Wie Valdivieso war auch Gómez Mitglied des Comando Atila; wie Ferreyra und Valdivieso wird er der Beteiligung an der Ermordung des Polizisten Juan Andrés Salinas am 31. Januar 1993 in Buenos Aires beschuldigt und saß in diesem Zusammenhang in Untersuchungshaft. Mit Valdivieso teilt er dessen Vorstrafen in denselben Fällen. Bei Gómez handelt es sich um den Schwager des zum Tatzeitpunkt amtierenden Polizeichefs von Tucumán. Er wurde zu 18 Jahren Freiheitsstrafe wegen Beihilfe zum Mord und unerlaubten Schusswaffenbesitzes verurteilt.

## Nachfolger Chocobars
Chocobars Nachfolger als Häuptling der Diaguita von Chuschagasta wurde Andrés Mamaní, der beim Anschlag auf Chocobar schwer und mit bleibenden Folgen verletzt worden war.

## Rezeption im Film
Im Jahr 2018 begann die Regisseurin Lucrecia Martel aus Salta mit den Arbeiten an einem Dokumentarfilm über Javier Chocobar.